# Робинсон, Гленн
Гленн А́ланн Ро́бинсон (англ. Glenn Alann Robinson, Jr, родился 10 января 1973 года, Гэри, штат Индиана, США) — американский профессиональный баскетболист, выступавший в Национальной баскетбольной ассоциации с 1994 по 2005 год за «Милуоки Бакс» , «Атланта Хокс» , «Филадельфия Севенти Сиксерс» и «Сан-Антонио Спёрс». В 2005 году стал чемпионом НБА в составе «Сан-Антонио Спёрс». Обладатель прозвища «Большой пёс» (англ. Big Dog) и «Избранный» (англ. The Chosen One).

## Ранние годы
Робинсон родился в Гэри, штат Индиана. Его мать (Кристин Бриджман) была подростком. Робинсон редко видел своего отца. В школе чаще всего у него была плохая успеваемость, поэтому его мать однажды запретила ему посещать баскетбольные тренировки, и он устроился на работу в магазин кондиционеров и холодильников.

## Карьера в старшей школе
Робинсон учился в средней школе Теодора Рузвельта в Гэри, и начал играть в баскетбол в 9-м классе. Во время его выпускного сезона (1990-91 годы) его команда «Пантеры» участвовала в чемпионате штата Индиана по баскетболу. Он помог выиграть финальную игру против команды «Brebeuf Jesuit». Эта долгожданная встреча была запечатлена в фильмах «Дорога в Индианаполис» и «20 самых доминирующих игроков в баскетболе средней школы Индианы».

## Карьера в колледже
После окончания школы Робинсон поступил в университет Пердью, где играл под руководством главного тренера Джина Киди и его помощника Фрэнка Кендрика. Школьный сторож дал ему прозвище «Большой пёс» еще до того, как он начал  играть за «Пердью».  Впоследствии Робинсон сделал на груди татуировку «рычащего бульдога в ошейнике с шипами».
В сезоне 1993/94 Робинсон лидировал в стране по количеству набранных очков и стал лидером конференции по количеству набранных очков за весь сезон (1030), Робинсон единогласно был выбран лучшим игроком года конференции Big Ten. Робинсон также был удостоен звания лучшего игрока года среди студентов по версии USBWA. Набрав 1030 очков, он стал 15-м игроком в истории колледжа, набравшим 1000 очков за сезон.

## Профессиональная карьера

### Милуоки Бакс (1994—2002)
Робинсон был выбран на драфте НБА 1994 года под общим первым номером клубом «Милуоки Бакс». Команда заключила с ним десятилетний контракт на сумму 68 млн долларов, что до сих пор считается самым большим контрактом для новичков НБА. В своем дебютном сезоне он дважды назывался новичком месяца и по итогам сезона включён в первую сборную новичков НБА. В клубе он выступал с такими игроками, как Вин Бейкер, Рэй Аллен и Сэм Касселл и в 2001 году помог команде дойти до финала Восточной конференции, где проиграл «Филадельфии 76». За время выступления в «Бакс», Робинсон стал вторым по результативности в истории команды, пропустив только Карима Абдул-Джаббара. Он также дважды участвовал в матчах всех звёзд НБА в 2000 и 2001 годах.

### Атланта Хокс (2002—2003)
2 августа 2002 года Робинсон был обменян в «Атланту Хокс» на Тони Кукоча, Леона Смита и право выбора в первом раунде драфта 2003 года. В своём дебютном матче за «Хокс» он набрал 34 очка, сделал 10 подборов и 8 передач. В сезоне 2002/03 он в среднем за игру набирал по 20,8 очка, а его процент реализации штрафных бросков составил 87,6 %.

### Филадельфия 76 (2003—2005)
Проведя всего один сезон в «Хокс», 23 июля 2003 года Робинсон был обменян в «Филадельфию 76». В своем десятом сезоне в НБА он набирал по 16,6 очка в среднем за игру и стал вторым по результативности в команде. Из-за травмы он был вынужден пропустить почти весь сезон 2004/05. 24 февраля 2005 года он был обменян в «Нью-Орлеан Хорнетс» на Родни Роджерса и Джамала Машберна, однако новый клуб сразу же отказался от него.

### Сан-Антонио Спёрс (2005)
5 апреля 2005 года Робинсон подписал контракт с «Сан-Антонио Спёрс». С новой командой он завоевал титул чемпиона НБА 2005 года, выходя в основном на заменах в играх плей-офф.

## Личная жизнь
Его старший сын, Гленн III, играл в баскетбол за Мичиганский университет и выступал за команду «Michigan Wolverines», занявшую второе место в Мужском баскетбольном турнире первого дивизиона NCAA 2013 года. По итогам сезона 2012/13 согласно Конференции Big Ten он был назван лучшим новичком по мнению тренеров. В настоящее время Гленн III играет в НБА за команду «Сакраменто Кингз».

## Статистика

### Статистика в НБА
| Сезон                                                                                    | Команда     | Регулярный сезон | Регулярный сезон | Регулярный сезон | Регулярный сезон | Регулярный сезон | Регулярный сезон | Регулярный сезон | Регулярный сезон | Регулярный сезон | Регулярный сезон | Регулярный сезон | Серия плей-офф | Серия плей-офф | Серия плей-офф | Серия плей-офф | Серия плей-офф | Серия плей-офф | Серия плей-офф | Серия плей-офф | Серия плей-офф | Серия плей-офф | Серия плей-офф |
| Сезон                                                                                    | Команда     | GP               | GS               | MPG              | FG%              | 3P%              | FT%              | RPG              | APG              | SPG              | BPG              | PPG              | GP             | GS             | MPG            | FG%            | 3P%            | FT%            | RPG            | APG            | SPG            | BPG            | PPG            |
| ---------------------------------------------------------------------------------------- | ----------- | ---------------- | ---------------- | ---------------- | ---------------- | ---------------- | ---------------- | ---------------- | ---------------- | ---------------- | ---------------- | ---------------- | -------------- | -------------- | -------------- | -------------- | -------------- | -------------- | -------------- | -------------- | -------------- | -------------- | -------------- |
| 1994/95                                                                                  | Милуоки     | 80               | 76               | 37,0             | 45,1             | 32,1             | 79,6             | 6,4              | 2,5              | 1,4              | 0,3              | 21,9             | Не участвовал  | Не участвовал  | Не участвовал  | Не участвовал  | Не участвовал  | Не участвовал  | Не участвовал  | Не участвовал  | Не участвовал  | Не участвовал  | Не участвовал  |
| 1995/96                                                                                  | Милуоки     | 82               | 82               | 39,6             | 45,4             | 34,2             | 81,2             | 6,1              | 3,6              | 1,2              | 0,5              | 20,2             | Не участвовал  | Не участвовал  | Не участвовал  | Не участвовал  | Не участвовал  | Не участвовал  | Не участвовал  | Не участвовал  | Не участвовал  | Не участвовал  | Не участвовал  |
| 1996/97                                                                                  | Милуоки     | 80               | 79               | 38,9             | 46,5             | 35,0             | 79,1             | 6,3              | 3,1              | 1,3              | 0,8              | 21,1             | Не участвовал  | Не участвовал  | Не участвовал  | Не участвовал  | Не участвовал  | Не участвовал  | Не участвовал  | Не участвовал  | Не участвовал  | Не участвовал  | Не участвовал  |
| 1997/98                                                                                  | Милуоки     | 56               | 56               | 41,0             | 47,0             | 38,5             | 80,8             | 5,5              | 2,8              | 1,2              | 0,6              | 23,4             | Не участвовал  | Не участвовал  | Не участвовал  | Не участвовал  | Не участвовал  | Не участвовал  | Не участвовал  | Не участвовал  | Не участвовал  | Не участвовал  | Не участвовал  |
| 1998/99                                                                                  | Милуоки     | 47               | 47               | 33,6             | 45,9             | 39,2             | 87,0             | 5,9              | 2,1              | 1,0              | 0,9              | 18,4             | 3              | 3              | 39,3           | 41,2           | 50,0           | 88,9           | 8,3            | 1,7            | 1,0            | 0,7            | 20,7           |
| 1999/00                                                                                  | Милуоки     | 81               | 81               | 35,9             | 47,2             | 36,3             | 80,2             | 6,0              | 2,4              | 1,0              | 0,5              | 20,9             | 5              | 5              | 34,8           | 40,5           | 28,6           | 84,6           | 4,2            | 2,6            | 1,6            | 0,8            | 15,4           |
| 2000/01                                                                                  | Милуоки     | 76               | 74               | 37,0             | 46,8             | 29,9             | 82,0             | 6,9              | 3,3              | 1,1              | 0,8              | 22,0             | 18             | 18             | 38,2           | 42,9           | 38,7           | 89,3           | 6,4            | 3,3            | 0,6            | 1,3            | 19,4           |
| 2001/02                                                                                  | Милуоки     | 66               | 63               | 35,5             | 46,7             | 32,6             | 83,7             | 6,2              | 2,5              | 1,5              | 0,6              | 20,7             | Не участвовал  | Не участвовал  | Не участвовал  | Не участвовал  | Не участвовал  | Не участвовал  | Не участвовал  | Не участвовал  | Не участвовал  | Не участвовал  | Не участвовал  |
| 2002/03                                                                                  | Атланта     | 69               | 68               | 37,6             | 43,2             | 34,2             | 87,6             | 6,6              | 3,0              | 1,3              | 0,4              | 20,8             | Не участвовал  | Не участвовал  | Не участвовал  | Не участвовал  | Не участвовал  | Не участвовал  | Не участвовал  | Не участвовал  | Не участвовал  | Не участвовал  | Не участвовал  |
| 2003/04                                                                                  | Филадельфия | 42               | 42               | 31,8             | 44,8             | 34,0             | 83,2             | 4,5              | 1,4              | 1,0              | 0,2              | 16,6             | Не участвовал  | Не участвовал  | Не участвовал  | Не участвовал  | Не участвовал  | Не участвовал  | Не участвовал  | Не участвовал  | Не участвовал  | Не участвовал  | Не участвовал  |
| 2004/05                                                                                  | Сан-Антонио | 9                | 0                | 17,4             | 44,2             | 33,3             | 87,0             | 2,7              | 0,9              | 0,4              | 0,3              | 10,0             | 13             | 0              | 8,7            | 35,6           | 30,0           | 88,2           | 1,6            | 0,1            | 0,2            | 0,5            | 3,8            |
|                                                                                          | Всего       | 688              | 668              | 36,8             | 45,9             | 34,0             | 82,0             | 6,1              | 2,7              | 1,2              | 0,6              | 20,7             | 39             | 26             | 28,0           | 41,6           | 37,9           | 88,5           | 4,7            | 2,0            | 0,6            | 0,9            | 13,8           |
| Наведите курсор мыши на аббревиатуры в заголовке таблицы, чтобы прочесть их расшифровку. |             |                  |                  |                  |                  |                  |                  |                  |                  |                  |                  |                  |                |                |                |                |                |                |                |                |                |                |                |